# 일본 열도 분국설
삼한 삼국의 일본 열도 분국설(日本列島分國說)은 조선민주주의인민공화국의 역사학자 김석형이 1963년에 처음 주장한 학설이다. 임나일본부설로 대표되던 당시의 일본 사학계를 비판하고자 저술되었다. 김석형은 《초기 조일관계 연구》를 통하여, 삼한 및 삼국 시대 사람들이 북규슈를 중심으로 일본 열도 전역에 분국(分國)을 설치하였다고 주장하였다. 이후, 김석형은 조희승과 《초기조일관계사》를 지필하여, 분국설에 대한 내용을 보강하였다. 하지만 그 내용에 대해서는 검증된 바 없다.

## 내용
김석형의 학설에 의하면, 삼한과 삼국의 거주민들이 일본 열도에 도래하였고, 그들은 본국(本國)에 대응하는 분국을 세워 본국과의 교류를 하였다. 한 예로, 칠지도는 본국 백제왕이 분국 백제왕에게 활발한 교류의 결과로 하사한 것으로, 4세기 무렵, 일본 열도에 통일 왕조가 건설되었고, 통일 왕조가 그 중 분국 임나(가야)를 점령하면서 '임나일본부'를 설치한 것이라고 주장한다.

## 같이 보기
- 임나일본부설
- 기마민족설